# Plamének bezlistý

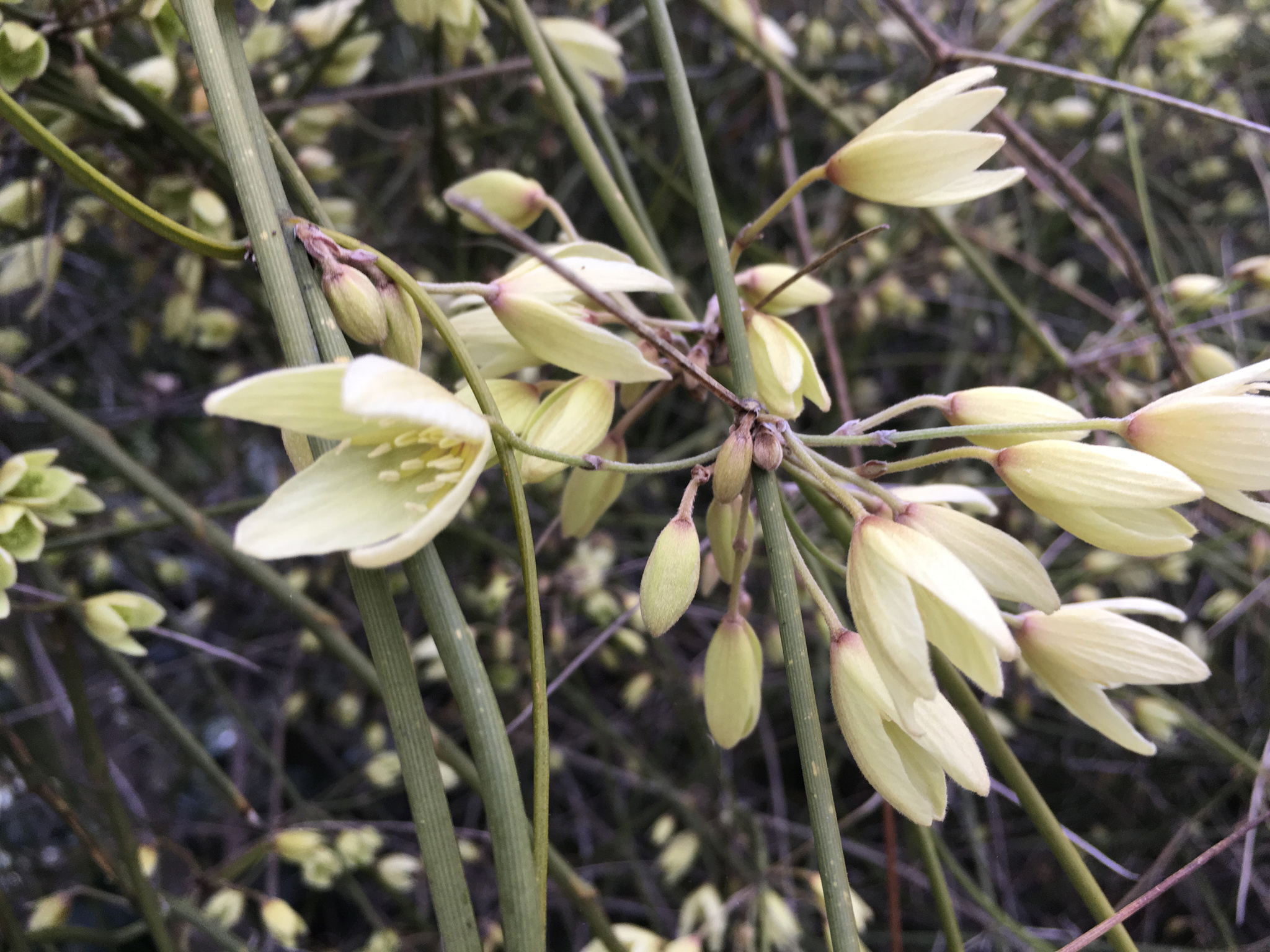
Květy samičí rostliny

Plamének bezlistý (Clematis afoliata) je netypicky bezlistá, popínavá, bíle kvetoucí rostlina, nejpozoruhodnější z devíti na Novém Zélandu rostoucích druhů rodu plamének. Dorůstá do výšky jednoho až třech metrů, je vytrvalá, dvoudomá a novozélandský endemit. Od října do listopadu se vyznačuje krémově bílými květy a samičí rostliny později bílými koulemi ochmýřených plodů, po většinu roku však připomíná drátěnou změť.

## Rozšíření
Vyskytuje se v přirozeně drsnějších klimatických podmínkách na suchých východních úbočích Severního ostrova (oblasti Wairarapa, Wellington a Hawkes Bay) a Jižního ostrova (Marlborough a Canterbury). Roste na skalnatých stanovištích i po okrajích kamenitých pastvin, požaduje odvodněnou půdu a místo s dostatkem světla. Občas jsou v otevřené krajině k vidění jeho bezlisté stonky šplhající se po skalách či porostech keřů.

## Ekologie

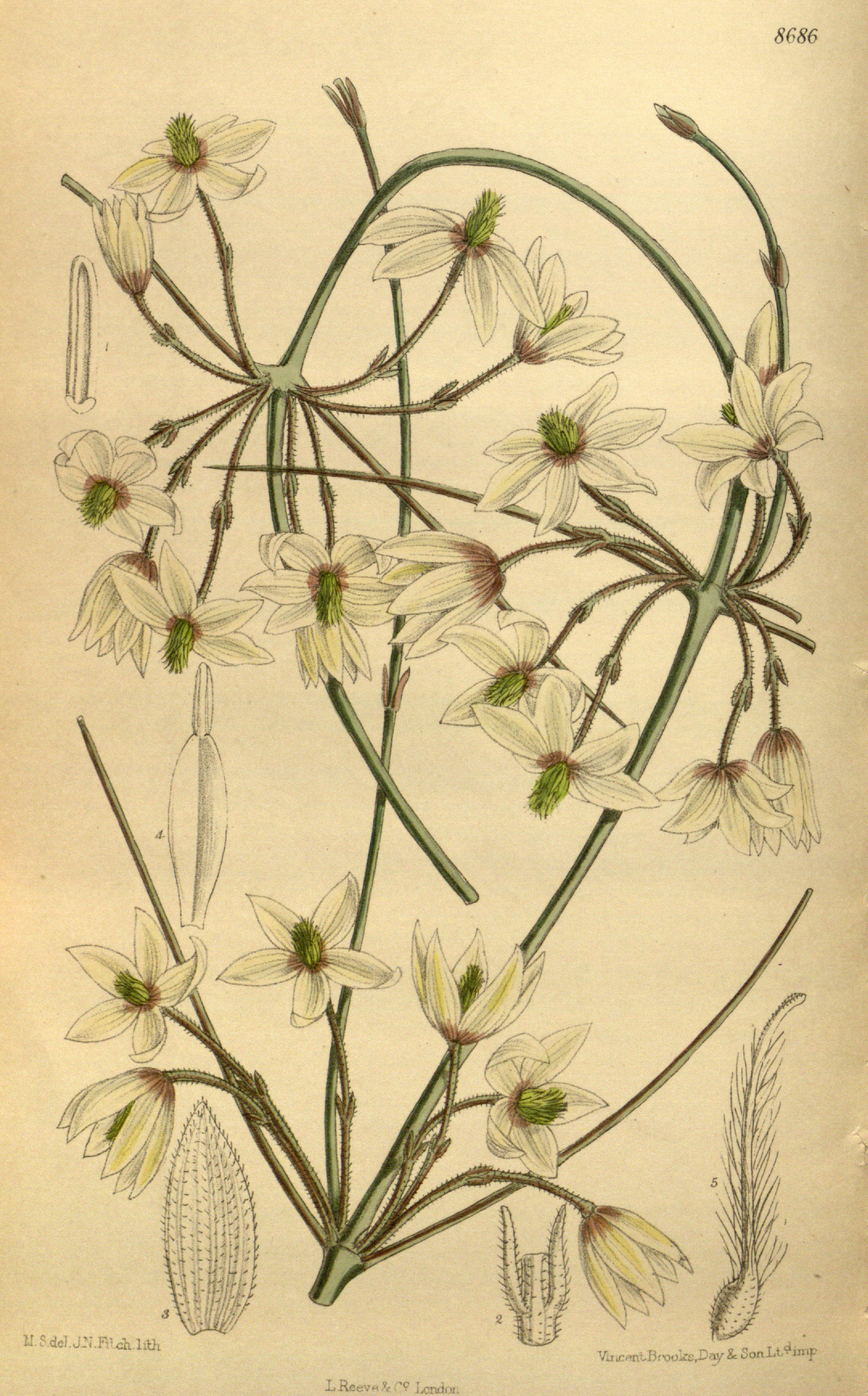
Zobrazení kvetoucí rostliny

Rostlina vytvoří několik drobných listků jen v mládí, později jsou její vstřícné listy redukované na řapíky přejímající funkci ovíjivých úponků. Při doteku s pevným objektem, případně s vedlejším stonkem, se úponek následkem haptotropické reakce směrem k němu ohýbá a obtáčí jej. Rostlina tak vytváří svazek stonků, které nejsou nepodobné zamotanému drátů či nataženému zauzlovanému klubku provázků.
Rozkvétá již koncem zimy nebo brzy na jaře (od října do listopadu) krémovými, do 4 cm velkými, vonícími květy. Plody, nažky s chmýrem, dozrávají v období listopadu až lednu. Bezlistá rostlina má jen malou plochu k fotosyntéze a proto potřebuje dostatečně osluněné stanoviště. Neprospívá ji řez, stejně jako chladné a vlhké počasí, nesnese zimní pokles teploty pod -12 °C. Počet chromozomů 2n = 16.

## Popis
Plamének bezlistý je vytrvalá, u spodu dřevnatící rostlina s tuhými, bezlistými stonky dlouhými až 3 m. Nově vyrůstající, stejně jako odbočné stonky, jsou jemně rýhované, hrubé 3 až 4 mm a bývají neuspořádaně pospojované ovíjivými úponky dlouhými 8 až 10 cm. Při nepřítomnosti listů probíhá fotosyntéza pouze v zelených stoncích a úponcích.
Rostlina má jednopohlavné samčí nebo samičí květy, které vyrůstají na stopkách jednotlivě nebo po dvou, třech či více v místě odbočujících větví. Samčí rostliny mají květy se čtyřmi až pěti krémově žlutými, kopinatými okvětními lístky 8 až 15 mm dlouhými a 3 až 7 mm širokými, uvnitř květů je větší množství tyčinek s prašníky dlouhými 2 až  4 mm, patyčinky se téměř nevyskytuji. Samičí květy mají lístky okvětí o málo menší, jejich gyneceum je vytvořeno z mnoha plodolistů, více pouzdrý semeník má v oddíle po jednom vajíčku a nese mnoho volných čnělek s bliznami. Okvětní lístky vyrůstající v jednom přeslenu jsou v podstatě lístky kališní, i když mají vzhled korunních.
Po opylení květů hmyzem, nejčastěji včelami, dozrají jednotlivé pestíky v květu do shluku samostatně nasazených plodů, jednosemenných nažek. Na rostlině se pak v prosinci až lednu objeví početné červenohnědé, tvrdé nažky 3 až 4 mm dlouhé, z nichž každá má asi 2 cm zbytek tuhé pérovité čnělky a načechraný bílý chmýr napomáhající při rozptylu větrem na velké vzdálenosti. Mimo těmito nažkami, semeny, lze plamének bezlistý množit zelenými řízky sázenými počátkem léta.

## Význam
Na Novém Zélandu jako celku není tato netypická rostlina považována za ohroženou, pouze na jednotlivých stanovištích pro ni představují některé naturalizované rostliny hrozbu. Bezlisté rostliny nebývají zahrádkáři příliš oblíbené a proto se plamének bezlistý moc nepěstuje. Jeho výsadba se doporučuje na slunné stanoviště do hlinitopísčitého substrátu ke vztyčeným, do země zapuštěným kamenům.